# Jacki Weaver
Jacqueline Ruth Weaver (n. 25 mai 1947, Sydney, Noul Wales de Sud, Australia) este o actriță australiană de teatru, film și televiziune. A fost nominalizată la Premiul Oscar pentru cea mai bună actriță în rol secundar pentru Împărăția fiarelor (2010) și Scenariu pentru happy-end (2012). 

## Legături externe
- Jacki Weaver la Internet Movie Database